# Ernest August Hanowerski (1887–1953)

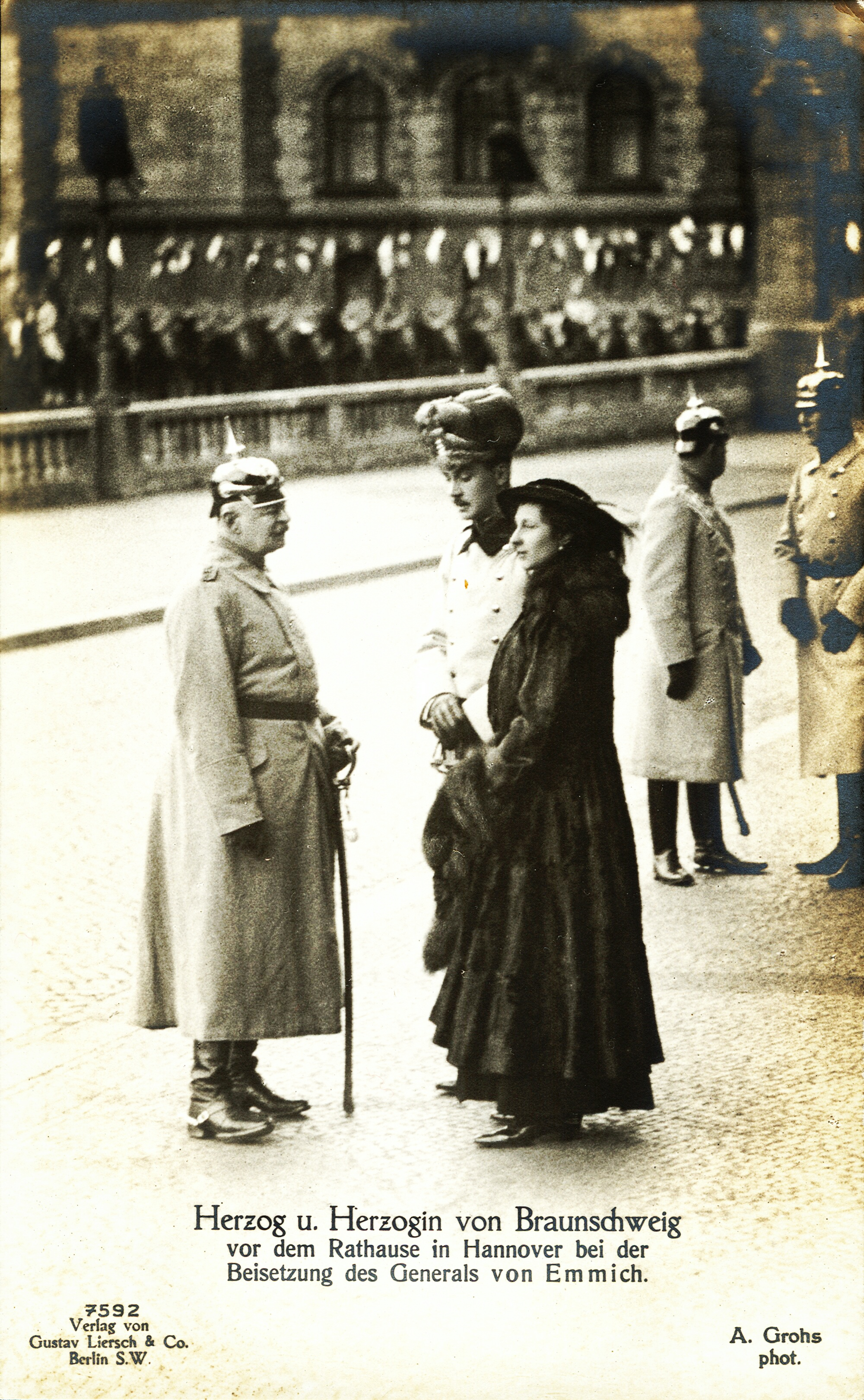
Książę i księżna Brunszwik-Lüneburg oraz Fryderyk August II, wielki książę Oldenburga (po lewej)

Ernest August (III) Hanowerski (ur. 17 listopada 1887 w Penzing koło Wiednia; zm. 30 stycznia 1953 na zamku Marienburg w Pattensen, na południe od Hanoweru) – wnuk króla Hanoweru Jerzego V, od 2 listopada 1913 do 8 listopada 1918 ostatni panujący książę Brunszwiku, w latach 1923-1953 głowa domu hanowerskiego.

## Życiorys
Ernest August Chrystian Jerzy Hanowerski, książę Wielkiej Brytanii i Irlandii a także tytularny książę Cumberland i Teviotdale, hrabia Armagh, był najmłodszym dzieckiem Ernesta Augusta, trzeciego księcia Cumberlandu i księżniczki duńskiej Thyry, córki Christiana IX (1818–1906) i królowej Luizy Hessen-Kassel (1817–1898). Urodził się na wygnaniu w Austrii, gdzie od 1866 roku przebywali jego rodzice. Odebrał staranne wychowanie. Był żołnierzem w bawarskim pułku kawalerii.
W 1884 roku zmarł Wilhelm, książę Brunszwiku, daleki kuzyn następcy tronu. Ernest August II zgłosił swoje pretensje do księstwa, ale że nadal nie chciał uznać aneksji Hanoweru przez Prusy, Bismarck nie zgodził się na oddanie mu tronu brunszwickiego. 2 listopada 1885 stany księstwa Brunszwiku-Lüneburga wybrały Albrechta Hohenzollerna regentem tego niemieckiego państwa związkowego.
24 maja 1913 Ernest August ożenił się księżniczką Wiktorią Luizą, jedyną córką cesarza Wilhelma II i cesarzowej Augusty Wiktorii. Małżeństwo księcia przyczyniło się do poprawy stosunków pomiędzy domami Hohenzollernów i Hanowerów. Ślub Ernesta Augusta i Wiktorii Luizy był jednocześnie ostatnim wielkim spotkaniem arystokracji całej Europy i koronowanych głów europejskich przed wybuchem I wojny światowej, w większości ze sobą skoligaconych przez królową Wiktorię i króla Chrystiana IX. Jeszcze przed ślubem w czasie ogłaszania zaręczyn Ernest August złożył przysięgę na wierność cesarzowi Wilhelmowi II. 1 listopada 1913 wraz z rodziną przeprowadził się na zamek w Brunszwiku. Podczas I wojny światowej mianowany generałem wyruszył na front. Na czas swej nieobecności władzę w księstwie przekazał swojej żonie, Wiktorii Luizie.
W wyniku rewolucji listopadowej 1918 roku Ernest August utracił władzę. Abdykował 8 listopada 1918 w obecności miejscowej delegacji robotników i żołnierzy pod przywództwem Augusta Mergesa. Po abdykacji wyjechał z kraju i udał się na wygnanie do Gmunden w Austrii, zamieszkał w posiadłości swego ojca, na zamku Cumberland. W czasach Republiki Weimarskiej toczył liczne procesy zarówno z rządem Rzeszy, jak i Wolnym Miastem Brunszwik. W 1924 roku jako odszkodowanie otrzymał między innymi: zamki Blankenburg i Mairenburg oraz majątek Calenberg. W latach 1924–1933 otrzymywał także odszkodowania pieniężne. Sąd zdecydował zasądzenie na jego korzyść około 8 milionów marek niemieckich.
Przed końcem II wojny światowej musiał opuścić zamek Cumberland przed nadciągającą armią radziecką. Większość majątku, jaki posiadał, została przewieziona w głąb Niemiec. Książę Ernest August zmarł 30 stycznia 1953 roku na zamku Marienberg niedaleko Hanoweru. Walkę o odzyskanie utraconych dóbr kontynuował jego syn i następca Ernest August.

## Odznaczenia
- Wielki Mistrz Orderu Świętego Jerzego (1878, Hanower)[3]
- Wielki Mistrz Orderu Gwelfów (1878, Hanower)
- Wielki Mistrz Orderu Ernesta Augusta (1978, Hanower)
- Wielki Mistrz Orderu Henryka Lwa (1884, Brunszwik)
- Order Podwiązki (1878, Wielka Brytania)[3]
- Order Słonia (1878, Dania)[3]
- Order Złotego Runa (1902, Hiszpania)[3]
- Order Orła Czarnego (1913, Prusy)[3]
- Order Świętego Andrzeja (Rosja)[3]
- Order Świętego Huberta (Bawaria)[3]
- Order Korony Rucianej (Saksonia)[3]
- Order Wierności (Badenia)[3]
- Krzyż Mały Orderu Marii Teresy (1866, Austro-Węgry)[3]
- Krzyż Wielki Orderu Świętego Stefana (1892, Austro-Węgry)[4][3]

## Potomstwo
- Ernst August Georg Wilhelm Christian Ludwig Franz Nikolaus Oskar (ur. 18 marca 1914; zm. 9 grudnia 1987),
- Georg Wilhelm Ernst August Friedrich Axel (ur. 25 marca 1915; zm. 8 stycznia 2006);
- Friederike Luise Thyra Viktoria Margarete Sophie Olga Cecilie Isabella Christa (ur. 18 kwietnia 1917; zm. 6 lutego 1981),
- Christian Oskar Ernst August Wilhelm Viktor Georg (ur. 1 września 1919; zm. 10 grudnia 1981),
- Welf Heinrich Ernst August Georg Christian Berthold Friedrich Wilhelm Louis Ferdinand (ur. 11 marca 1923; zm. 12 lipca 1997).